# Zulejka
A Zulejka arab eredetű női név, jelentése: csábító.

## Rokon név
- Szulejka:[1] a Zulejka alakváltozata.[3]

## Gyakorisága
Az 1990-es években a Zulejka és a Szulejka szórványos név, a 2000-es években nem szerepelnek a 100 leggyakoribb női név között.

## Névnapok
- január 9.[2]
- március 1.[2]